# Aretxabaleta (Àlaba)
|  | No s'ha de confondre amb Aretxabaleta. |

Aretxabaleta (basc) o Arechavaleta (castellà) és un poble pertanyent al municipi de Vitòria. Tenia 321 habitants en (2007). Forma part de la Zona Rural Sud-oest de Vitòria. Es troba a uns 554 msnm, a uns 2 kilòmetres al sud del centre de Vitòria. Les seves festes patronals se celebren el 24 de juny per Sant Joan.

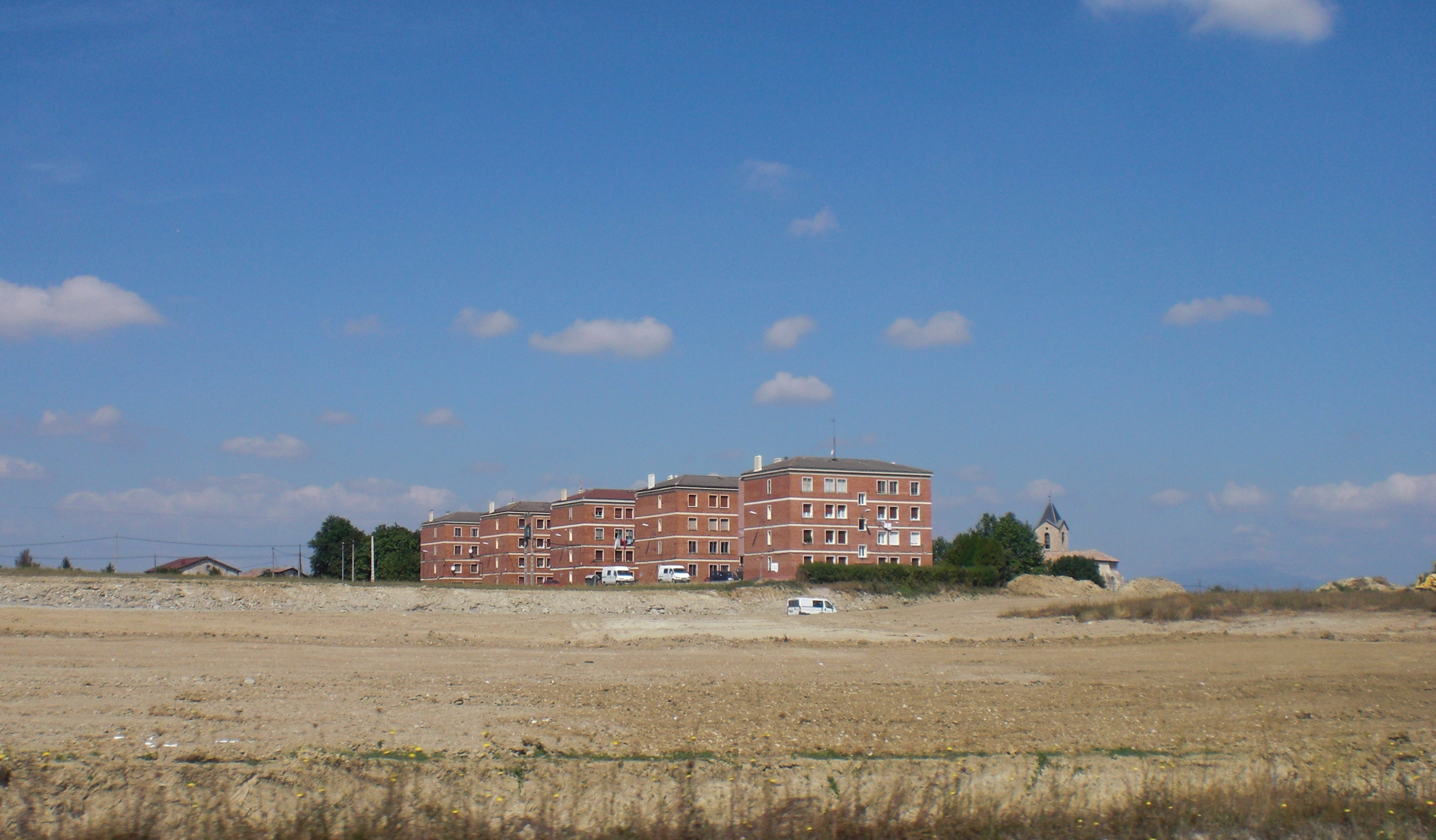
Nous habitatges d'Aretxabaleta

Malgrat la seva proximitat no està encara unida a l'entramat urbà de la ciutat i conserva la seva personalitat. Tanmateix, segons el Pla General d'Ordenació Urbana 2001 es va preveure la construcció d'un nou barri al poble. La superfície construïda serà de 813.850 metres quadrats amb 2.210 nous habitatges, dels quals 188 unifamiliar aïllats, 416 unifamiliar adossats i 1.455 habitatges de protecció oficial.
El seu nom significa en basc lloc del roure ample. Hi ha una altra localitat del mateix nom a la veïna província de Guipúscoa. Aretxabaleta és un dels llogarets vells de Vitòria que van ser cedits en 1258 a la vila.

## Demografia
| 2000 | 2001 | 2002 | 2003 | 2004 | 2005 | 2006 | 2007 |
| ---- | ---- | ---- | ---- | ---- | ---- | ---- | ---- |
| 333  | 326  | 338  | 331  | 326  | 327  | 324  | 318  |